# Municipio de Bohemia (condado de Saunders)
El municipio de Bohemia (en inglés: Bohemia Township) es un municipio ubicado en el condado de Saunders en el estado estadounidense de Nebraska. En el año 2010 tenía una población de 165 habitantes y una densidad poblacional de 2,29 personas por km².

## Geografía
El municipio de Bohemia se encuentra ubicado en las coordenadas 41°24′43″N 96°50′48″O / 41.41194, -96.84667. Según la Oficina del Censo de los Estados Unidos, el municipio tiene una superficie total de 71.9 km², de la cual 71,63 km² corresponden a tierra firme y (0,37 %) 0,27 km² es agua.

## Demografía
Según el censo de 2010, había 165 personas residiendo en el municipio de Bohemia. La densidad de población era de 2,29 hab./km². De los 165 habitantes, el municipio de Bohemia estaba compuesto por el 100 % blancos. Del total de la población el 0 % eran hispanos o latinos de cualquier raza.